# DFS Classic 1991
Il DFS Classic 1991  è stato un torneo di tennis giocato sull'erba.
È stata la 10ª edizione del DFS Classic, che fa parte della categoria Tier IV nell'ambito del WTA Tour 1991.
Si è giocato al Edgbaston Priory Club a Birmingham in Inghilterra, dal 10 al 16 giugno 1991.

## Campionesse

### Singolare
Martina Navrátilová ha battuto in finale  Nataša Zvereva con il punteggio di 6–4, 7–6

### Doppio
Nicole Bradtke /  Elizabeth Smylie hanno battuto in finale  Sandy Collins /  Elna Reinach con il punteggio di 6–3, 6–4